# Mohamed al-Dourobi
Mohamad Al-Dourobi est romancier et journaliste suisse d’origine syrienne, Docteur en sciences politiques de l'Université de Belgrade. Il a publié une dizaine de livres en arabe, anglais et français dont, en philosophie,  «La conscience du comportement", en Journalisme,  « la Presse et le journaliste contemporain ». Parmi ses romans, on mentionne notamment « les adorateurs de monastère», «L’adversité de la vieillie maison», « La danse dans les temples de l’orient ». Ces  trois romans sont interdits dans la plupart de pays arabes et musulmans.  Mohamad Al-Dourobi a publié un seul roman en français, "L'étoile du prophète », un essai en anglais et des dizaines d’études et d’articles en arabe, anglais, français et serbe[réf. souhaitée].